# North Logan
North Logan – miasto w Stanach Zjednoczonych, w stanie Utah, w hrabstwie Cache.